# 窗邊族
窗邊族是一個源自日本的詞彙，指的是在職場內，不受重用的職員。此名詞的由來是因為這類職員的辦公座位常被安排在窗邊角落位置。

## 概要
在日本，以往實施終身雇用制，非重大的過錯是不能任意開除員工的，但是對於職場內不適任或是中高齡而未升遷到主管職的員工，為了避免其妨礙一般員工的工作，往往將其辦公座位安排在靠窗邊的位置，或是倉庫等偏僻地方，只能受指派協助處理雜事。
有些公司的做法更為極端，是以開除為目的，不分派任何工作給這類職員，撤去其辦公桌的所有辦公用品，也不准該職員做自己的事，例如閱讀書報等，以逼迫該職員自動請辭，公司可省下資遣費的支出。終生顧用制式微之後，公司進行裁員時，在窗邊發閒的員工往往是被列為最優先對象。
「窗邊族」一詞，似乎只在日本適用，於其他地區，例如香港，窗邊的景觀較佳，如此的位置通常間有房間，供高級職員專門使用，低級職員通座位常被安排於靠牆或沒有景觀的位置。

## 由來
1977年6月，《北海道新聞》有篇方塊文章，描述中高齡而未升遷的員工，被公司安排在靠窗邊的座位，往往只能讀書報或望著窗外打發時間，被形容為「窗邊的大叔」（窓際おじさん）。1978年元月，《日本經濟新聞》新年連載〈日本——生存的條件〉（ニッポン・生きる条件）文章，對於OL的訪談中首次提到「窗邊族」一詞。
這種情況的其他表達方式是“內部失業”（企業內部失業 kigyōnai shitsugyō）或“幽靈員工”（幽霊社員 yūrei shain）。

## 書籍
- 《窗邊的小豆豆》